# Dissoctena ellisoni
Dissoctena ellisoni är en fjärilsart som beskrevs av Hans Rebel 1935. Dissoctena ellisoni ingår i släktet Dissoctena och familjen säckspinnare. Inga underarter finns listade i Catalogue of Life.